# Aeropuerto Mason Jewett Field
El aeropuerto Mason Jewett Field (del inglés: Mason Jewett Field Airport) (OACI: KTEW, FAA LID: LAN) es un aeropuerto público localizado a 1 milla (1,85 km) el sureste del Distrito Central Financiero de Mason, una ciudad en el condado de Ingham, Míchigan, Estados Unidos.

## Historia
El aeropuerto fue construido en 1944.  En marzo de 1977, el Capital Region Airport Authority adquirió el aeropuerto de Arthur Jewett.